# テネレの木
座標: 北緯17度45分0秒 東経10度4分0秒 / 北緯17.75000度 東経10.06667度

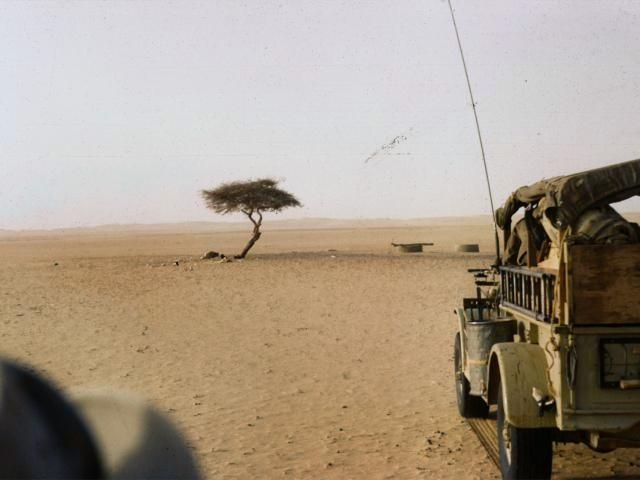
テネレの木（1961年）

テネレの木（Arbre du Ténéré）は、ニジェール中央部のテネレ砂漠に1本だけ立っていた木。地球上で最も孤立した場所に立っていた木として知られ、最も近い他の木から200km以上も離れた場所に立っていた。

## 木の概要
テネレの木はアカシアであり、Acacia raddianaまたはAcacia tortilisのいずれかの種であったと考えられている。この木はアガデスからビルマ (ニジェール)を結ぶルート上に位置し、ビルマの塩を運ぶキャラバンの目印として何年にもわたって利用されてきた。現在では木は失われたが、現在でも400万分の1地図の地図上でテネレの木のあった場所（北緯17度45分、東経10度4分）にはArbre Perdu（失われた木）との表示がある。テネレ砂漠の中央部にあるが、世界遺産であるアイル・テネレ自然保護区からはわずかに外れている。
テネレの木は、今日のようにテネレが砂漠化する前に生育していた木の最後の生き残りであると考えられている。樹齢は約300年と考えられており、木は何十年も1本だけの状態で立っていた。1938年から1939年の冬の間に木のそばで井戸が掘られ、木の根が33mから36m下の地下水面にまで延びていることが発見された。この地方のトゥアレグ人などの遊牧民やキャラバンからは、目印としての重要性やなにもない砂漠の中に1本だけ生えている神秘性から重要視され、切り倒して薪や飼料にすることのないよう大切に保護されていた。

## 消滅

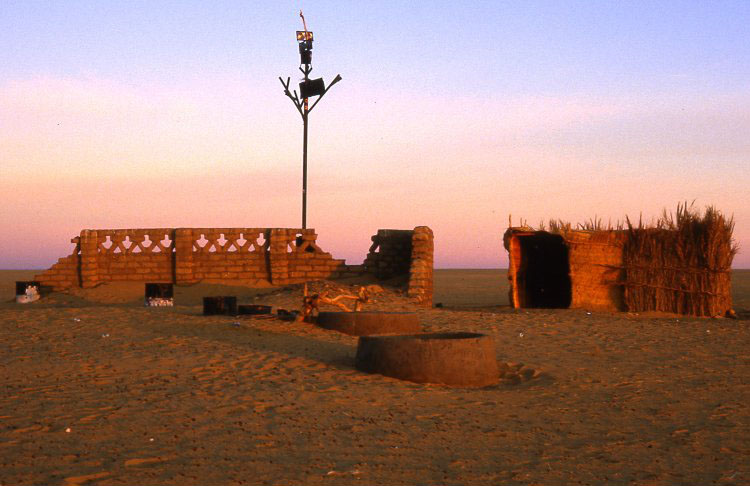
金属製テネレの木、1985年12月

この木は1973年に、酒を飲んだリビア人の運転するトラックによってなぎ倒されてしまった。11月8日、枯れた木の残骸は首都ニアメにあるニジェール国立博物館へと移送され、展示されることとなった
。木のあった場所には金属製のモニュメントが建てられ、新たな目印となった。1998年、篠原勝之がこの地を訪れ、「風の樹」という新たなモニュメントを建立した が、その後風に倒されてしまった。